# Crispatotrochus rubescens
Crispatotrochus rubescens är en korallart som först beskrevs av Henry Nottidge Moseley 1881.  Crispatotrochus rubescens ingår i släktet Crispatotrochus och familjen Caryophylliidae. Inga underarter finns listade i Catalogue of Life.